# Welterwerk
Welterwerk è il primo album in studio del gruppo musicale norvegese Drottnar, pubblicato nel 2006 dalla Endtime Productions.

## Tracce
1. Ad Hoc Revolt – 5:52
2. The Kakistocracy Catacombs – 8:52
3. Autonomic Self-Schism – 5:29
4. Niemand geht vorbei – 2:12
5. Victor Comrade – 4:15
6. Stardom in Darkness – 6:08
7. Rullett – 5:20
8. Destruction's Czar – 8:03
9. Vulgo Vesper – 5:54

## Formazione
- Sven-Erik Lind – voce
- Bengt Olsson – chitarra
- Karl Fredrik Lind – chitarra
- Håvar Wormdahl – basso
- Glenn-David Lind – batteria